# Popcorn e patatine
Popcorn e patatine è un film commedia del 1985, diretto da Mariano Laurenti, con Roberta Olivieri e Nino D'Angelo.

## Trama
Ultimo giorno degli esami di maturità. Nino ed i suoi amici festeggiano la fine della scuola. Mentre qualcuno pensa già all'università, Nino progetta le vacanze estive insieme ad Anna, la ragazza di cui è innamorato. Anna va in vacanza a Taormina insieme all'amica Beatrice mentre Nino, non avendo soldi, parte con due amici, Pippo e Lucio. Nino si finge ospite di un hotel di lusso per far colpo su Anna e successivamente scommette con i suoi amici sulla conquista della ragazza, ignorando che il fratello di Beatrice, che nel mentre ascoltava tutto, ha anch'egli una cotta per Anna.
Nino riesce a vincere la scommessa e quindi a conquistare Anna, ma il fratello di Beatrice le rivela tutto e lei, indignata, si allontana da Nino che, per riconquistarla, fa grandi sforzi che, dopo molti tentativi, vanno a buon fine. Lucio si innamora di Beatrice e i due fanno coppia, mentre Nino ed Anna litigano. Dopo vari tentativi, Nino riesce a trovare Anna la quale gli rivela di aspettare un bambino e così alla fine i due tornano a Genova felici e contenti.

## Colonna sonora
Nel film sono presenti le seguenti canzoni:
- Arrivederci scuola – Nino D'Angelo
- A mare.... oo – Nino D'Angelo
- Years ago – Nino D'Angelo
- Sogno d'estate – Nino D'Angelo
- Popcorn e patatine – Nino D'Angelo
- Finalmente – Nino D'Angelo
- Vedrai – A. Casaburi / Nino D'Angelo
- Luna spiona – Nino D'Angelo
- Luntano senza e te – Nino D'Angelo

## Curiosità
- La canzone A mare...oo è stata in parte arrangiata sfruttando un brano strumentale di qualche anno prima, inserito nella colonna sonora del film La discoteca.
- Il film è stato girato a Taormina, alle Gole dell'Alcantara ed a Genova, nelle scene iniziali e finali (in particolare al porticciolo di Nervi nella prima scena parlata dopo la sigla).
- La scena della barca a vela è stata girata nel porticciolo di Salina, nelle Isole Eolie.[senza fonte]

## Accoglienza

### Incassi
Il film si è classificato all'80º posto tra i primi 100 film di maggior incasso della stagione cinematografica italiana 1985-1986.